# Zwójkowate Belgii
Zwójkowate Belgii – ogół taksonów motyli z rodziny zwójkowatych, których występowanie stwierdzono na terenie Belgii.
W Belgii stwierdzono 396 gatunków, w tym:

- Acleris abietana (Hübner, 1822)
- Acleris aspersana (Hübner, 1817)
- Acleris bergmanniana (Linnaeus, 1758)
- Acleris comariana (Lienig & Zeller, 1846)
- Acleris cristana (Denis & Schiffermüller, 1775)
- Acleris emargana (Fabricius, 1775)
- Acleris ferrugana (Denis & Schiffermüller, 1775)
- Acleris forsskaleana (Linnaeus, 1758)
- Acleris hastiana (Linnaeus, 1758)
- Acleris hippophaeana (Heyden, 1865)
- Acleris holmiana (Linnaeus, 1758)
- Acleris hyemana (Haworth, 1811)
- Acleris kochiella (Goeze, 1783)
- Acleris laterana (Fabricius, 1794)
- Acleris lipsiana (Denis & Schiffermüller, 1775)
- Acleris literana (Linnaeus, 1758)
- Acleris logiana (Clerck, 1759)
- Acleris lorquiniana (Duponchel, 1835)
- Acleris notana (Donovan, 1806)
- Acleris permutana (Duponchel, 1836)
- Acleris quercinana (Zeller, 1849)
- Acleris rhombana (Denis & Schiffermüller, 1775)
- Acleris rufana (Denis & Schiffermüller, 1775)
- Acleris scabrana (Denis & Schiffermüller, 1775)
- Acleris schalleriana (Linnaeus, 1761)
- Acleris shepherdana (Stephens, 1852)
- Acleris sparsana (Denis & Schiffermüller, 1775)
- Acleris umbrana (Hübner, 1799)
- Acleris variegana (Denis & Schiffermüller, 1775)
- Adoxophyes orana (Fischer v. Röslerstamm, 1834)
- Aethes cnicana (Westwood, 1854)
- Aethes francillana (Fabricius, 1794)
- Aethes hartmanniana (Clerck, 1759)
- Aethes margaritana (Haworth, 1811)
- Aethes piercei Obraztsov, 1952
- Aethes rubigana (Treitschke, 1830)
- Aethes rutilana (Hübner, 1817)
- Aethes smeathmanniana (Fabricius, 1781)
- Aethes tesserana (Denis & Schiffermüller, 1775)
- Aethes triangulana (Treitschke, 1835)
- Aethes williana (Brahm, 1791)
- Agapeta hamana (Linnaeus, 1758)
- Agapeta zoegana (Linnaeus, 1767)
- Aleimma loeflingiana (Linnaeus, 1758)
- Ancylis achatana (Denis & Schiffermüller, 1775)
- Ancylis apicella (Denis & Schiffermüller, 1775)
- Ancylis badiana (Denis & Schiffermüller, 1775)
- Ancylis comptana (Frolich, 1828)
- Ancylis diminutana (Haworth, 1811)
- Ancylis geminana (Donovan, 1806)
- Ancylis laetana (Fabricius, 1775)
- Ancylis mitterbacheriana (Denis & Schiffermüller, 1775)
- Ancylis myrtillana (Treitschke, 1830)
- Ancylis obtusana (Haworth, 1811)
- Ancylis paludana Barrett, 1871
- Ancylis tineana (Hübner, 1799)
- Ancylis uncella (Denis & Schiffermüller, 1775)
- Ancylis unculana (Haworth, 1811)
- Ancylis unguicella (Linnaeus, 1758)
- Ancylis upupana (Treitschke, 1835)
- Aphelia viburniana (Denis & Schiffermüller, 1775)
- Aphelia paleana (Hübner, 1793)
- Aphelia unitana (Hübner, 1799)
- Apotomis betuletana (Haworth, 1811)
- Apotomis capreana (Hübner, 1817)
- Apotomis inundana (Denis & Schiffermüller, 1775)
- Apotomis lineana (Denis & Schiffermüller, 1775)
- Apotomis sauciana (Frolich, 1828)
- Apotomis semifasciana (Haworth, 1811)
- Apotomis sororculana (Zetterstedt, 1839)
- Apotomis turbidana Hübner, 1825
- Archips betulana (Hübner, 1787)
- Archips crataegana (Hübner, 1799)
- Archips oporana (Linnaeus, 1758)
- Archips podana (Scopoli, 1763)
- Archips rosana (Linnaeus, 1758)
- Archips xylosteana (Linnaeus, 1758)
- Argyrotaenia ljungiana (Thunberg, 1797)
- Bactra lacteana Caradja, 1916
- Bactra lancealana (Hübner, 1799)
- Bactra robustana (Christoph, 1872)
- Bactra suedana Bengtsson, 1989
- Cacoecimorpha pronubana (Hübner, 1799)
- Capua vulgana (Frolich, 1828)
- Celypha aurofasciana (Haworth, 1811)
- Celypha cespitana (Hübner, 1817)
- Celypha lacunana (Denis & Schiffermüller, 1775)
- Celypha rivulana (Scopoli, 1763)
- Celypha rosaceana Schlager, 1847
- Celypha rufana (Scopoli, 1763)
- Celypha rurestrana (Duponchel, 1843)
- Celypha striana (Denis & Schiffermüller, 1775)
- Celypha woodiana (Barrett, 1882)
- Choristoneura diversana (Hübner, 1817)
- Choristoneura hebenstreitella (Muller, 1764)
- Choristoneura lafauryana (Ragonot, 1875)
- Choristoneura murinana (Hübner, 1799)
- Clavigesta purdeyi (Durrant, 1911)
- Clavigesta sylvestrana (Curtis, 1850)
- Clepsis consimilana (Hübner, 1817)
- Clepsis dumicolana (Zeller, 1847)
- Clepsis pallidana (Fabricius, 1776)
- Clepsis rurinana (Linnaeus, 1758)
- Clepsis senecionana (Hübner, 1819)
- Clepsis spectrana (Treitschke, 1830)
- Cnephasia asseclana (Denis & Schiffermüller, 1775)
- Cnephasia communana (Herrich-Schäffer, 1851)
- Cnephasia cupressivorana (Staudinger, 1871)
- Cnephasia genitalana Pierce & Metcalfe, 1922
- Cnephasia longana (Haworth, 1811)
- Cnephasia pasiuana (Hübner, 1799)
- Cnephasia stephensiana (Doubleday, 1849)
- Cnephasia incertana (Treitschke, 1835)
- Cochylidia heydeniana (Herrich-Schäffer, 1851)
- Cochylidia implicitana (Wocke, 1856)
- Cochylidia rupicola (Curtis, 1834)
- Cochylimorpha straminea (Haworth, 1811)
- Cochylis atricapitana (Stephens, 1852)
- Cochylis dubitana (Hübner, 1799)
- Cochylis flaviciliana (Westwood, 1854)
- Cochylis hybridella (Hübner, 1813)
- Cochylis nana (Haworth, 1811)
- Cochylis posterana Zeller, 1847
- Cochylis roseana (Haworth, 1811)
- Commophila aeneana (Hübner, 1800)
- Crocidosema plebejana Zeller, 1847
- Cydia amplana (Hübner, 1800)
- Cydia conicolana (Heylaerts, 1874)
- Cydia coniferana (Saxesen, 1840)
- Cydia cosmophorana (Treitschke, 1835)
- Cydia duplicana (Zetterstedt, 1839)
- Cydia fagiglandana (Zeller, 1841)
- Cydia inquinatana (Hübner, 1800)
- Cydia interscindana (Moschler, 1866)
- Cydia microgrammana (Guenee, 1845)
- Cydia millenniana (Adamczewski, 1967)
- Cydia nigricana (Fabricius, 1794)
- Cydia pactolana (Zeller, 1840)
- Cydia pomonella (Linnaeus, 1758)
- Cydia servillana (Duponchel, 1836)
- Cydia splendana (Hübner, 1799)
- Cydia strobilella (Linnaeus, 1758)
- Cydia succedana (Denis & Schiffermüller, 1775)
- Cymolomia hartigiana (Saxesen, 1840)
- Diceratura ostrinana (Guenee, 1845)
- Dichelia histrionana (Frolich, 1828)
- Dichrorampha acuminatana (Lienig & Zeller, 1846)
- Dichrorampha aeratana (Pierce & Metcalfe, 1915)
- Dichrorampha agilana (Tengstrom, 1848)
- Dichrorampha alpinana (Treitschke, 1830)
- Dichrorampha flavidorsana Knaggs, 1867
- Dichrorampha gruneriana (Herrich-Schäffer, 1851)
- Dichrorampha montanana (Duponchel, 1843)
- Dichrorampha obscuratana (Wolff, 1955)
- Dichrorampha petiverella (Linnaeus, 1758)
- Dichrorampha plumbagana (Treitschke, 1830)
- Dichrorampha plumbana (Scopoli, 1763)
- Dichrorampha sedatana Busck, 1906
- Dichrorampha sequana (Hübner, 1799)
- Dichrorampha simpliciana (Haworth, 1811)
- Dichrorampha vancouverana McDunnough, 1935
- Ditula angustiorana (Haworth, 1811)
- Doloploca punctulana (Denis & Schiffermüller, 1775)
- Eana incanana (Stephens, 1852)
- Eana argentana (Clerck, 1759)
- Eana osseana (Scopoli, 1763)
- Enarmonia formosana (Scopoli, 1763)
- Endothenia ericetana (Humphreys & Westwood, 1845)
- Endothenia gentianaeana (Hübner, 1799)
- Endothenia marginana (Haworth, 1811)
- Endothenia nigricostana (Haworth, 1811)
- Endothenia pullana (Haworth, 1811)
- Endothenia quadrimaculana (Haworth, 1811)
- Endothenia ustulana (Haworth, 1811)
- Epagoge grotiana (Fabricius, 1781)
- Epiblema costipunctana (Haworth, 1811)
- Epiblema foenella (Linnaeus, 1758)
- Epiblema grandaevana (Lienig & Zeller, 1846)
- Epiblema graphana (Treitschke, 1835)
- Epiblema hepaticana (Treitschke, 1835)
- Epiblema scutulana (Denis & Schiffermüller, 1775)
- Epiblema similana (Denis & Schiffermüller, 1775)
- Epiblema sticticana (Fabricius, 1794)
- Epiblema turbidana (Treitschke, 1835)
- Epinotia abbreviana (Fabricius, 1794)
- Epinotia bilunana (Haworth, 1811)
- Epinotia brunnichana (Linnaeus, 1767)
- Epinotia caprana (Fabricius, 1798)
- Epinotia crenana (Hübner, 1799)
- Epinotia cruciana (Linnaeus, 1761)
- Epinotia demarniana (Fischer v. Röslerstamm, 1840)
- Epinotia fraternana (Haworth, 1811)
- Epinotia granitana (Herrich-Schäffer, 1851)
- Epinotia immundana (Fischer v. Röslerstamm, 1839)
- Epinotia maculana (Fabricius, 1775)
- Epinotia nanana (Treitschke, 1835)
- Epinotia nigricana (Herrich-Schäffer, 1851)
- Epinotia nisella (Clerck, 1759)
- Epinotia pygmaeana (Hübner, 1799)
- Epinotia ramella (Linnaeus, 1758)
- Epinotia rubiginosana (Herrich-Schäffer, 1851)
- Epinotia signatana (Douglas, 1845)
- Epinotia solandriana (Linnaeus, 1758)
- Epinotia sordidana (Hübner, 1824)
- Epinotia subocellana (Donovan, 1806)
- Epinotia subsequana (Haworth, 1811)
- Epinotia tedella (Clerck, 1759)
- Epinotia tenerana (Denis & Schiffermüller, 1775)
- Epinotia tetraquetrana (Haworth, 1811)
- Epinotia trigonella (Linnaeus, 1758)
- Eriopsela quadrana (Hübner, 1813)
- Eucosma aemulana (Schlager, 1849)
- Eucosma aspidiscana (Hübner, 1817)
- Eucosma campoliliana (Denis & Schiffermüller, 1775)
- Eucosma cana (Haworth, 1811)
- Eucosma conterminana (Guenee, 1845)
- Eucosma hohenwartiana (Denis & Schiffermüller, 1775)
- Eucosma lacteana (Treitschke, 1835)
- Eucosma metzneriana (Treitschke, 1830)
- Eucosma obumbratana (Lienig & Zeller, 1846)
- Eucosma pupillana (Clerck, 1759)
- Eucosma tripoliana (Barrett, 1880)
- Eucosmomorpha albersana (Hübner, 1813)
- Eudemis porphyrana (Hübner, 1799)
- Eudemis profundana (Denis & Schiffermüller, 1775)
- Eulia ministrana (Linnaeus, 1758)
- Eupoecilia ambiguella (Hübner, 1796)
- Eupoecilia angustana (Hübner, 1799)
- Exapate congelatella (Clerck, 1759)
- Falseuncaria degreyana (McLachlan, 1869)
- Falseuncaria ruficiliana (Haworth, 1811)
- Gibberifera simplana (Fischer v. Röslerstamm, 1836)
- Grapholita funebrana Treitschke, 1835
- Grapholita janthinana (Duponchel, 1843)
- Grapholita molesta (Busck, 1916)
- Grapholita tenebrosana Duponchel, 1843
- Grapholita caecana Schlager, 1847
- Grapholita compositella (Fabricius, 1775)
- Grapholita coronillana Lienig & Zeller, 1846
- Grapholita difficilana (Walsingham, 1900)
- Grapholita discretana Wocke, 1861
- Grapholita gemmiferana Treitschke, 1835
- Grapholita internana (Guenee, 1845)
- Grapholita jungiella (Clerck, 1759)
- Grapholita lathyrana (Hübner, 1822)
- Grapholita lunulana (Denis & Schiffermüller, 1775)
- Grapholita nebritana Treitschke, 1830
- Grapholita orobana Treitschke, 1830
- Gravitarmata margarotana (Heinemann, 1863)
- Gynnidomorpha alismana (Ragonot, 1883)
- Gynnidomorpha luridana (Gregson, 1870)
- Gynnidomorpha permixtana (Denis & Schiffermüller, 1775)
- Gynnidomorpha vectisana (Humphreys & Westwood, 1845)
- Gypsonoma aceriana (Duponchel, 1843)
- Gypsonoma dealbana (Frolich, 1828)
- Gypsonoma minutana (Hübner, 1799)
- Gypsonoma nitidulana (Lienig & Zeller, 1846)
- Gypsonoma oppressana (Treitschke, 1835)
- Gypsonoma sociana (Haworth, 1811)
- Hedya nubiferana (Haworth, 1811)
- Hedya ochroleucana (Frolich, 1828)
- Hedya pruniana (Hübner, 1799)
- Hedya salicella (Linnaeus, 1758)
- Hysterophora maculosana (Haworth, 1811)
- Isotrias rectifasciana (Haworth, 1811)
- Lathronympha strigana (Fabricius, 1775)
- Lobesia abscisana (Doubleday, 1849)
- Lobesia botrana (Denis & Schiffermüller, 1775)
- Lobesia littoralis (Westwood & Humphreys, 1845)
- Lobesia reliquana (Hübner, 1825)
- Lozotaenia forsterana (Fabricius, 1781)
- Lozotaeniodes formosana (Frolich, 1830)
- Metendothenia atropunctana (Zetterstedt, 1839)
- Neosphaleroptera nubilana (Hübner, 1799)
- Notocelia cynosbatella (Linnaeus, 1758)
- Notocelia incarnatana (Hübner, 1800)
- Notocelia roborana (Denis & Schiffermüller, 1775)
- Notocelia rosaecolana (Doubleday, 1850)
- Notocelia tetragonana (Stephens, 1834)
- Notocelia trimaculana (Haworth, 1811)
- Notocelia uddmanniana (Linnaeus, 1758)
- Olethreutes arcuella (Clerck, 1759)
- Olindia schumacherana (Fabricius, 1787)
- Orthotaenia undulana (Denis & Schiffermüller, 1775)
- Pammene albuginana (Guenee, 1845)
- Pammene amygdalana (Duponchel, 1842)
- Pammene argyrana (Hübner, 1799)
- Pammene aurana (Fabricius, 1775)
- Pammene aurita Razowski, 1991
- Pammene fasciana (Linnaeus, 1761)
- Pammene gallicana (Guenee, 1845)
- Pammene gallicolana (Lienig & Zeller, 1846)
- Pammene germmana (Hübner, 1799)
- Pammene giganteana (Peyerimhoff, 1863)
- Pammene ignorata Kuznetsov, 1968
- Pammene insulana (Guenee, 1845)
- Pammene obscurana (Stephens, 1834)
- Pammene ochsenheimeriana (Lienig & Zeller, 1846)
- Pammene populana (Fabricius, 1787)
- Pammene regiana (Zeller, 1849)
- Pammene rhediella (Clerck, 1759)
- Pammene spiniana (Duponchel, 1843)
- Pammene splendidulana (Guenee, 1845)
- Pammene trauniana (Denis & Schiffermüller, 1775)
- Pandemis cerasana (Hübner, 1786)
- Pandemis cinnamomeana (Treitschke, 1830)
- Pandemis corylana (Fabricius, 1794)
- Pandemis dumetana (Treitschke, 1835)
- Pandemis heparana (Denis & Schiffermüller, 1775)
- Paramesia gnomana (Clerck, 1759)
- Pelochrista caecimaculana (Hübner, 1799)
- Periclepsis cinctana (Denis & Schiffermüller, 1775)
- Phalonidia affinitana (Douglas, 1846)
- Phalonidia curvistrigana (Stainton, 1859)
- Phalonidia manniana (Fischer v. Röslerstamm, 1839)
- Phaneta pauperana (Duponchel, 1843)
- Phiaris bipunctana (Fabricius, 1794)
- Phiaris metallicana (Hübner, 1799)
- Phiaris micana (Denis & Schiffermüller, 1775)
- Phiaris palustrana (Lienig & Zeller, 1846)
- Phiaris schulziana (Fabricius, 1776)
- Phiaris turfosana (Herrich-Schäffer, 1851)
- Phiaris umbrosana (Freyer, 1842)
- Philedone gerningana (Denis & Schiffermüller, 1775)
- Philedonides lunana (Thunberg, 1784)
- Phtheochroa inopiana (Haworth, 1811)
- Phtheochroa rugosana (Hübner, 1799)
- Phtheochroa schreibersiana (Frolich, 1828)
- Phtheochroa sodaliana (Haworth, 1811)
- Piniphila bifasciana (Haworth, 1811)
- Pristerognatha fuligana (Denis & Schiffermüller, 1775)
- Pristerognatha penthinana (Guenee, 1845)
- Pseudargyrotoza conwagana (Fabricius, 1775)
- Pseudococcyx posticana (Zetterstedt, 1839)
- Pseudococcyx turionella (Linnaeus, 1758)
- Pseudohermenias abietana (Fabricius, 1787)
- Pseudosciaphila branderiana (Linnaeus, 1758)
- Ptycholoma lecheana (Linnaeus, 1758)
- Ptycholomoides aeriferana (Herrich-Schäffer, 1851)
- Retinia resinella (Linnaeus, 1758)
- Rhopobota myrtillana (Humphreys & Westwood, 1845)
- Rhopobota naevana (Hübner, 1817)
- Rhopobota stagnana (Denis & Schiffermüller, 1775)
- Rhopobota ustomaculana (Curtis, 1831)
- Rhyacionia buoliana (Denis & Schiffermüller, 1775)
- Rhyacionia duplana (Hübner, 1813)
- Rhyacionia pinicolana (Doubleday, 1849)
- Rhyacionia pinivorana (Lienig & Zeller, 1846)
- Sparganothis pilleriana (Denis & Schiffermüller, 1775)
- Spatalistis bifasciana (Hübner, 1787)
- Spilonota laricana (Heinemann, 1863)
- Spilonota ocellana (Denis & Schiffermüller, 1775)
- Stictea mygindiana (Denis & Schiffermüller, 1775)
- Strophedra nitidana (Fabricius, 1794)
- Strophedra weirana (Douglas, 1850)
- Syndemis musculana (Hübner, 1799)
- Thiodia citrana (Hübner, 1799)
- Tortricodes alternella (Denis & Schiffermüller, 1775)
- Tortrix viridana Linnaeus, 1758
- Zeiraphera griseana (Hübner, 1799)
- Zeiraphera isertana (Fabricius, 1794)
- Zeiraphera ratzeburgiana (Saxesen, 1840)
- Zeiraphera rufimitrana (Herrich-Schäffer, 1851)